# العلاقات البوروندية النيبالية
العلاقات البوروندية النيبالية هي العلاقات الثنائية التي تجمع بين بوروندي ونيبال.

## مقارنة بين البلدين
هذه مقارنة عامة ومرجعية للدولتين:
| وجه المقارنة                                              | بوروندي                                    | نيبال                             |
| --------------------------------------------------------- | ------------------------------------------ | --------------------------------- |
| المساحة (كم2)                                             | 27.83 ألف                                  | 147.18 ألف                        |
| عدد السكان (نسمة)                                         | 10.86 مليون                                | 29.40 مليون                       |
| الكثافة السكانية (ن./كم²)                                 | 390.23                                     | 199.76                            |
| العاصمة                                                   | بوجومبورا، جيتيغا                          | كاتماندو                          |
| اللغة الرسمية                                             | اللغة الكيروندية، لغة فرنسية، لغة إنجليزية | اللغة النيبالية                   |
| العملة                                                    | فرنك بوروندي                               | روبية نيبالية                     |
| الناتج المحلي الإجمالي (بليون دولار)                      | 3.48 مليار                                 | 24.47 مليار                       |
| الناتج المحلي الإجمالي (تعادل القوة الشرائية) بليون دولار | 8.13 مليار                                 | 70.20 مليار                       |
| الناتج المحلي الإجمالي الاسمي للفرد دولار أمريكي          | 277                                        | 743                               |
| الناتج المحلي الإجمالي للفرد دولار أمريكي                 | 77                                         | 2.37 ألف                          |
| مؤشر التنمية البشرية                                      | 0.400                                      | 0.548                             |
| رمز المكالمات الدولي                                      | +257                                       | +977                              |
| رمز الإنترنت                                              | .bi                                        | .np                               |
| المنطقة الزمنية                                           | ت ع م+02:00                                | UTC+05:45، التوقيت الموحد لنيبال ‏ |

## منظمات دولية مشتركة
يشترك البلدان في عضوية مجموعة من المنظمات الدولية، منها:
| علم المنظمة | اسم المنظمة                                                | تاريخ انضمام بوروندي | تاريخ انضمام نيبال |
| ----------- | ---------------------------------------------------------- | -------------------- | ------------------ |
|             | مؤسسة التنمية الدولية                                      | 28 سبتمبر 1963       | 6 مارس 1963        |
|             | يونسكو                                                     | 16 نوفمبر 1962       | 1 مايو 1953        |
|             | مؤسسة التمويل الدولية                                      | 28 نوفمبر 1979       | 7 يناير 1966       |
|             | منظمة حظر الأسلحة الكيميائية                               | ?                    | ?                  |
|             | الأمم المتحدة                                              | 18 سبتمبر 1962       | 14 ديسمبر 1955     |
|             | منظمة الشرطة الجنائية الدولية                              | ?                    | ?                  |
|             | البنك الدولي للإنشاء والتعمير                              | 28 سبتمبر 1963       | 6 سبتمبر 1961      |
|             | الاتحاد البريدي العالمي                                    | ?                    | ?                  |
|             | المركز الدولي لتسوية المنازعات الاستشارية                  | 5 ديسمبر 1969        | 6 فبراير 1969      |
|             | وكالة ضمان الاستثمار متعدد الأطراف                         | 10 مارس 1998         | 9 فبراير 1994      |
|             | العملية المشتركة للاتحاد الأفريقي والأمم المتحدة في دارفور | ?                    | ?                  |
|             | منظمة التجارة العالمية                                     | 23 يوليو 1995        | ?                  |

## وصلات خارجية
- موقع وزارة الخارجية النيبالية